# Вулиця Максима Горького (Ростов-на-Дону)
Ву́лиця Макси́ма Го́рького (колишні назви: Сінна, Тургенєвська, Романівська) — вулиця в центральній частині міста Ростов-на-Дону. Починається від проспекту Сіверса та проходить із заходу на схід до вулиці Ченцова.
Названа на честь письменника Олексія Максимовича Горького, який відвідував місто тричі. На згадку про це 28 березня 1938 року на Береговий вулиці була встановлена меморіальна дошка із написом: «Тут на території Ростовського-на-Дону порту влітку 1891 працював вантажником великий пролетарський письменник Максим Горький (Олексій Максимович Пєшков, 1868–1936)».

## Історія
Сінна була останньою вулицею на півночі міста, глушиною, де поблизу від розташованих на сусідніх вулицях навчальних закладів були сконцентровані усі міські публічні будинки.
У 1885 році «батькам міста» прийшла в голову думка увіковічити пам'ять відомого російського письменника Тургенєва, перейменувавши вулицю «червоних ліхтарів» Сінну в Тургенєвську, що було негативно сприйнято населенням міста. У 1895 році було відновлено назву Сінний вулиці.
У 1913 році, у зв'язку з 300-річчям царського дому Романових, Сінну тимчасово перейменували в Романівську, яка називалася так до 1917 року. Нарешті, у 1936 році вулиця отримала свою чинну назву.

## Сучасний стан
Максима Горького — широка вулиця із вузькою проїзжою частиною у зв'язку з широкими тротуарами і розташуванням на ній трамвайних шляхів.
На вулиці розташовується широке коло освітніх установ: Інститут права та управління ПФУ, Ростовський філія Сучасної гуманітарної академії, Ростовський державний економічний університет, Коледж Ростовського державного економічного університету, Ростовський-на-дону будівельний коледж, Технікум Ростовського державного університету шляхів сполучення, Гімназія № 36.
Також, на вулиці розташовано розташоване одне з найстаріших виробничих будівель Ростова-на-Дону — будівля фабрики Донський тютюн.